# Pollachius
Pollachius är ett litet släkte torskfiskar. De två arterna, gråsej (Pollachius virens) och lyrtorsk (Pollachius pollachius), blir båda runt en meter långa och har en silvrig sidolinje.